# François de Cuvilliés il Vecchio

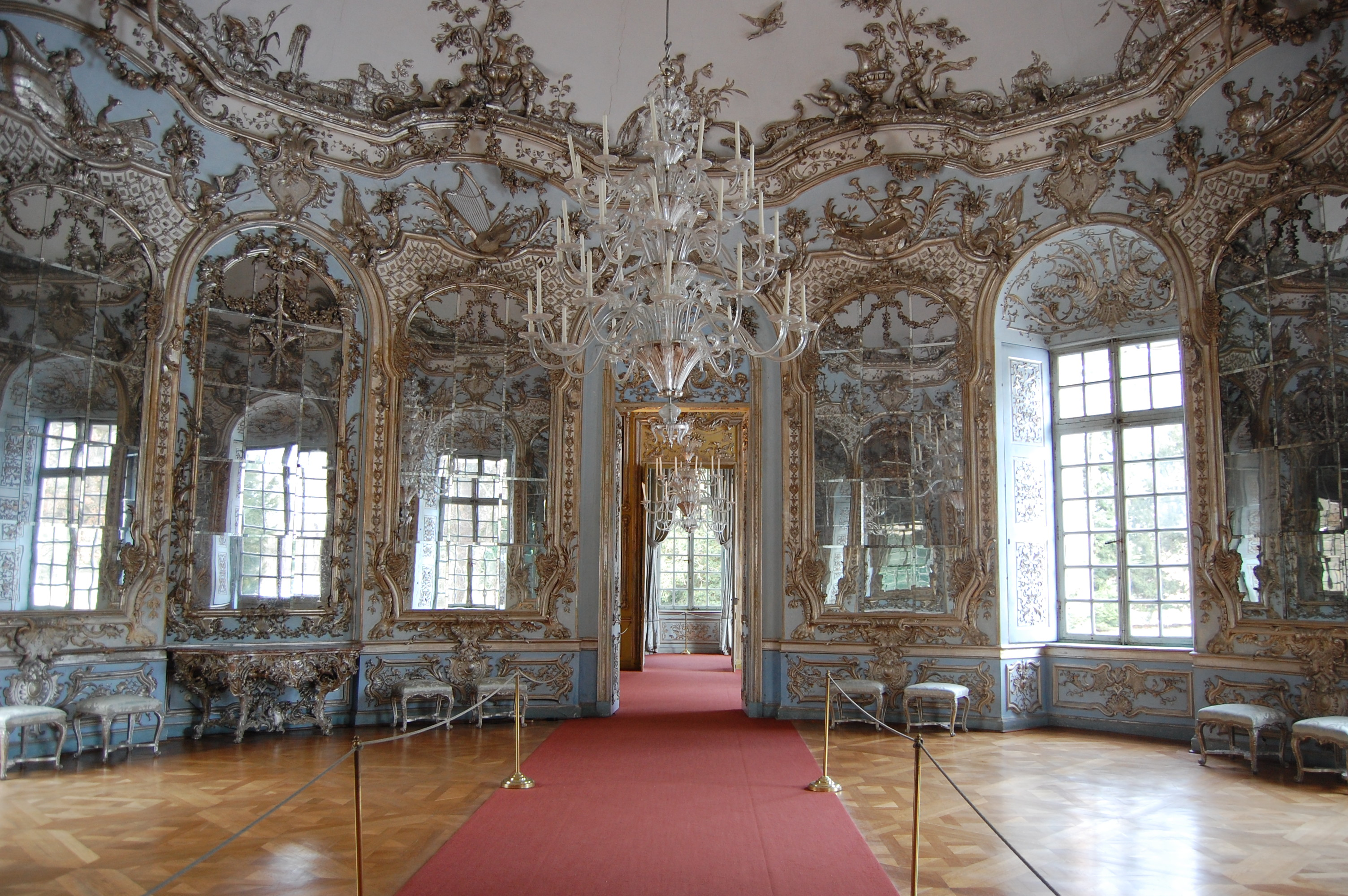
L'Amalienburg nel parco di Nymphenburg a Monaco di Baviera

François de Cuvilliés (Soignies, 23 ottobre 1695 – Monaco di Baviera, 14 aprile 1768) è stato un architetto, scultore e stuccatore belga, attivo alla corte bavarese. Era il padre di François de Cuvilliés il giovane.

## Biografia
Nel 1708 soffrendo di nanismo divenne  buffone di corte  al servizio del principe elettore Massimiliano II Emanuele di Baviera che in quegli anni risiedeva a Bruxelles.
Durante i suoi molteplici viaggi in Francia il principe elettore portò sempre con sé il suo "clown di corte" Cuvilliés il quale dimostrava una grande inclinazione verso l'arte ed a Parigi ebbe modo di conoscere l'arte francese del rococò. Massimiliano Emanuele volle promuovere le virtù artistiche di Cuvilliés e lo inviò a studiare architettura  presso Joseph Effner alla Académie royale d'architecture a Parigi. Nel 1725 Cuvillies divenne architetto della Corte Bavarese.

## Opere
I suoi capolavori sono:

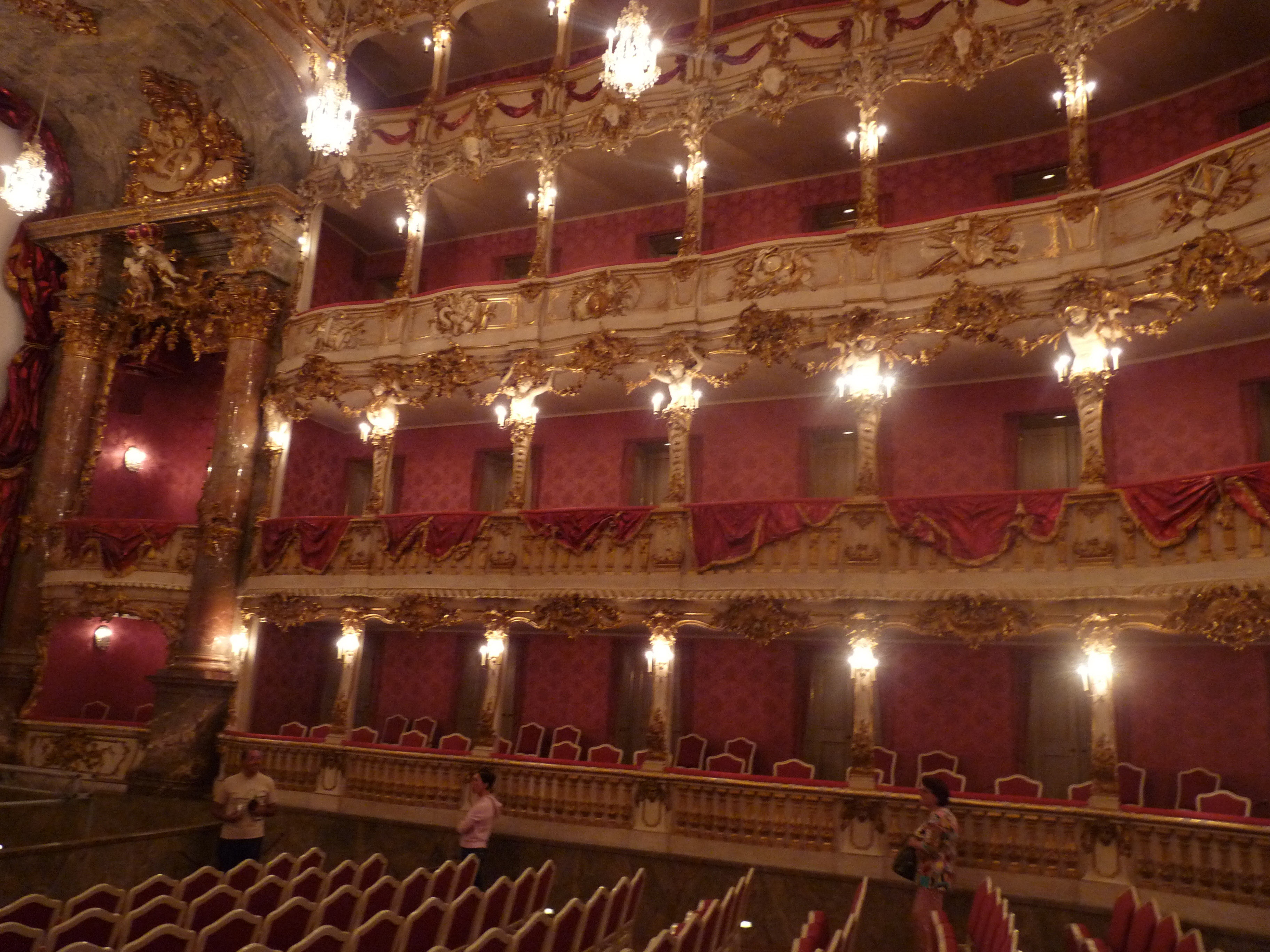
Veduta generale del teatro Cuvilliés a Monaco di Baviera

- l'Amalienburg nel parco di Nymphenburg a Monaco di Baviera
- il Teatro Cuvilliés all'interno della Residenza di Monaco di Baviera
- la facciata di San Gatetano (Chiesa dei Teatini Theatinerkirche) a Monaco di Baviera
- gli interni della Residenza Reale a Monaco di Baviera

Pubblicò tre serie di incisioni di vari modelli che lo consacrarono come un ottimo esponente del rococò germanico.
Per quanto riguarda la decorazione del mobile, pur essendo più densa che nei modelli parigini, fu alleggerita da una particolare tecnica del tratto; inoltre la lacca e lo stucco presero maggiore spazio e anche l'apertura cromatica risultò maggiore rispetto ai modelli precedenti.